# The Emperor's New Groove
Hoàng đế lạc đà (The Emperor's New Groove) là một bộ phim hoạt hình phiêu lưu năm 2000 của Mỹ do Walt Disney Pictures sản xuất và được phân phối bởi Buena Vista Pictures. Bộ phim do Mark Dindal đạo diễn, với sự tham gia của các diễn viên David Spade, John Goodman, Eartha Kitt, Patrick Warburton, và Wendie Malick.

## Nội dung
Bộ phim nói về Kuzco, một vị hoàng đế trẻ tuổi của đế chế Inca. Kuczo là một hoàng đế tự kiêu và bạo ngược, tự cho mình là trung tâm, người triệu tập Pacha, người đứng đầu một ngôi làng nhỏ gần cung điện của Kuzco và nói với anh ta rằng ngôi nhà của anh ta sẽ bị phá hủy để nhường chỗ cho ngôi nhà mùa hè mới của Kuzco. Cố vấn của Kuzco, Yzma, cố gắng đầu độc Kuzco và vô tình nhầm lẫn lọ thuốc dẫn đến việc biến anh ta thành một con lạc đà không bướu. Sau khi loại trừ được hoàng đế, mụ ta tự phong mình làm nữ hoàng của cả đế quốc Inca. Về phần Kuzco, ant ta vô tình đáp chân đến ngôi làng của Pacha. Pacha đề nghị giúp Kuzco nếu anh ta không phá hủy ngôi nhà của mình, và vì vậy họ cùng nhau bắt tay để đoạt lại ngai vàng từ tay của Yzma.

## Diễn viên lồng tiếng
David Spade trong vai hoàng đế Kuzco.
John Goodman trong vai Pacha.
Eartha Kitt trong vai Yzma.
Patrick Warburton trong vai Kronk, người hầu của Yzma.
Wendie Malick trong vai Chicha, vợ của Pacha.
Kellyann Kelso và Eli Russell Linnetz trong vai Chaca và Tipo, hai đứa con của Pacha.
Bob Bergen trong vai chú sóc Bucky.
Tom Jones trong vai Gã ưa âm nhạc.
Patti Deutsch trong vai bà chủ quán Mata.
John Fiedler trong vai ông già Rudy.